# 12527 Anneraugh
12527 Anneraugh eller 1998 JE3 är en asteroid i huvudbältet som upptäcktes den 1 maj 1998 av LONEOS vid Anderson Mesa Station. Den är uppkallad efter den amerikanska astronomen Anne C. Raugh.
Asteroiden har en diameter på ungefär 6 kilometer.